# Jakob Weiseborn
Jakob Weiseborn (ur. 22 marca 1892 we Frankfurcie nad Menem, zm. 20 stycznia 1939 we Flossenbürgu) – SS-Sturmbannführer, pierwszy komendant obozu koncentracyjnego Flossenbürg.

## Życiorys
Członek NSDAP (nr legitymacji partyjnej 753119) i SS (nr identyfikacyjny 17063). Od 1933 pełnił służbę w oddziale wartowniczym obozu Dachau i Esterwegen. W 1936 Weiseborn został kierownikiem obozu i zastępcą komendanta (Schutzhaftlagerführerem) w Sachsenhausen, skąd został przeniesiony na identyczne stanowisko do Buchenwaldu. W maju 1938 został pierwszym komendantem obozu we Flossenbürgu. Był chronicznym alkoholikiem.
Popełnił samobójstwo pijąc truciznę w swoim pokoju, być może w wyniku śledztwa w sprawie jego defraudacji w Buchenwaldzie w styczniu 1939.